# Acacia binervata
Acacia binervata — вид квіткових рослин з родини бобових. Ареал: Австралія (сх. Новий Південний Уельс, пд.-сх. Квінсленд).

## Екологія
Рослина зустрічається на східному узбережжі Австралії від південно-східного Квінсленда до більшої частини прибережного Нового Південного Уельсу. Росте на вологих місцях у піщаних або базальтових ґрунтах як частина високого склерофілового лісу або на околицях тропічних лісів.

## Морфологічний опис
Високий кущ, що досягає 5 м у висоту, або дерево до 15 м у висоту, з сіро-чорною або сіро-коричневою корою, яка може бути гладкою або шорсткою. Гілочки голі. Філодії мають дві помітні жилки (що дало рослині її видову назву binervata). Вічнозелені філодії мають вузькоеліптичну або широкоеліптичну або іноді ланцетну форму, прямі або іноді трохи вигнуті, у довжину від 6 до 14 см, у ширину від 10 до 30 мм. Цвіте між серпнем і листопадом, утворюючи суцвіття, які розташовані групами від трьох до дванадцяти в пазушних китицях. Сферичні квіткові голови мають діаметр від 5 до 10 мм і містять від 30 до 50 квіток від блідо-жовтого до майже білого кольору. Насіннєві плоди, що утворюються після цвітіння, прямі та плоскі, можуть бути стиснуті між насінням; вони розміром 3.5–14 см × 9–14 мм. Блискуче чорне насіння має довгасто-еліптичну форму довжиною ≈ 5 мм.

## Культивування
Рослину можна вирощувати з насіння, хоча перед посадкою насіння потрібно скарифікувати. Це витривала та швидкоросла рослина, яка добре справляється у вологих місцях і віддає перевагу сонячним або півтіньовим місцям. Це морозостійке дерево в тіні, захисне дерево або жива огорожа.